# Jaspert V de Castellnou
Jaspert V de Castellnou, vizconde de Castellnou , fue un noble y militar catalán de los siglos XIII y XIV , almirante de la flota aragonesa.
Jaspert era hijo del vizconde Guillaume VI de Castelnou y de Ève du Vernet, señora de Ceret. A finales del  siglo XIII, el linaje de Castelnou era el más importante de los condados de Rosellón y Cerdaña, pero su posición era frágil. De hecho, Rosellón y Cerdaña se convirtieron en 1276 en posesión del rey Jaime II de Mallorca, segundo hijo del rey Jaime I el Conquistador, con gran disgusto de su hermano mayor Pedro III de Aragón. El vizconde Guillermo VI está muy cerca de este último, lo que lo expone a la hostilidad de su legítimo soberano Jacques de Mallorca.

## Cruzada contra la Corona de Aragón
En 1285 las hostilidades entre los dos hermanos se precipitaron por la Cruzada contra la Corona de Aragón encabezada por el rey de Francia Felipe III. Parece que Guillermo VI murió cuando al inició del conflicto. De acuerdo con la política de su padre, el nuevo vizconde, Jaspert V, se puso del lado del rey Pedro el Grande de Aragón. El rey Jaime II de Mallorca, en 1276, confisca entonces sus dominios y toma su castillo de Castelnou. Jaspert V luchó contra los ejércitos franceses en Gerona y la batalla del Collado de las Panizas. Después de la muerte del rey Pedro de Aragón en 1286, no fue olvidado por el nuevo rey de Aragón, Alfonso III el Liberal. Este le entregó en 1288 un abultado conjunto de señoríos destinados a compensar la pérdida de su vizcondado de Castelnou. Desde su pueblo de Camprodon, Jaspert de Castelnou libró durante varios años una guerra contra las posesiones pirenaicas de Jaime de Mallorca y Foix, pero no pudo recuperar sus antiguos dominios del rey.

## Fin de la cruzada contra la Corona de Aragón
En 1295, el rey de Aragón Jaime el Justo, que sucedió a su hermano Alfonso III en 1291, firmó con su tío Jaime de Majorca el Tratado de Anagni, que sancionaba la restitución de las Islas Baleares a Jaime de Majorca y la de los dominios confiscados a los nobles de Rosellón y Cerdaña que se pusieron del lado de Aragón en 1285, pero el tratado no se aplica. En 1296 Jaime de Aragón confirió a Jaspert V el altísimo cargo de procurador general del reino de Valencia, prueba de la confianza que el soberano tenía en el vizconde. En 1298 el tratado de Argelès pone en aplicación las cláusulas del tratado de Agnani, y 1299, Jaspert vuelve en posesión de Castelnou. Sin embargo, el vizconde, tras renovar los juramentos de lealtad de sus vasallos, volvió a Valencia para ejercer su cargo de procurador general, cargo que no abandonó hasta 1303. Nada más dejar el cargo, el rey Jaime II de Aragón le confió una embajada a su hermano Federico II de Sicilia, que acababa de concluir con el rey de Nápoles la Paz de Caltabellotta según la cual, a la muerte de Federico, Sicilia volvería a ser napolitanos. Por lo tanto, Jaspert debe concluir con el rey de Sicilia un tratado secreto que mantenga la sucesión siciliana en el dinastía aragonesa. Parece que esta embajada se vio coronada por el éxito ya que en 1313 Federico II proclamó a su hijo heredero de Sicilia.

## Almirante de la Corona de Aragón
A su vuelta de Sicilia, Jaspert se instala en Castelnou durante unos años, intentando reorganizar sus bienes tras casi veinte años de ausencia. También debe enfrentarse a la hostilidad de los nobles linajes del Rosellón que se mantuvieron fieles a Jaime de Majorca. A principios del siglo XIV Jaime el Justo le otorgó Bocairente y Castalla, que son recuperadas en 1338 por Pedro el Ceremonioso, quien creó la baronía de Ontinyent Sin embargo, a partir de 1308, vuelve a estar al servicio del rey Jaime de Aragón que le confía el mando de la flota que ataca Cerdeña. El vizconde parece ser un reputado comandante marítimo ya que desde el año siguiente ejerce el mando de la flota que toma Almería. Además recibió el título de Gran Almirante de la Corona de Castilla de manos del rey Fernando IV de Castilla. Mandó la expedición de conquista de Ceuta. El 21 de julio de 1309 las armadas combinadas aragonesas y castellanas, bajo el almirante Jaspert V de Castellnou capturaron al emirato de Gharnata la ciudad de Ceuta, que se cedió a Abu-r-Rabí Sulayman ibn Yússuf.

## Matrimonio y descendencia
Tras estos últimos episodios bélicos, Jaspert regresa definitivamente a Castelnou. En sus últimos años surgió el problema de su sucesión: en efecto de sus dos esposas Alamanda de Rocaberti y Galceranda de Narbona, tuvo sólo dos hijas:
- Françoise

- Sibila

La primera está comprometida con el heredero del linaje de Fenouillet, enemigo acérrimo del de Castelnou, pero Jaspert, considerando los riesgos de ver caer el vizcondado de Castelnou en manos de la familia Fenouillet, prefiere casarla con un noble de la Corona de Aragón, Pedro IV de Queralt. La ruptura del compromiso matrimonial provoca una guerra entre los Castelnou y los Fenouillet, que ganan estos últimos, apoyados por el nuevo rey de Mallorca Sancho.
A la muerte de Jaspert en 1321 su hija Sibila heredó el vizcondado, pero murió poco después sin haberse casado. El título fue vendido por la viuda a su hermano Eimeric V, vizconde de Narbona.